# Rigi
Die Rigi, auch der Rigi, ist ein Bergmassiv zwischen dem Vierwaldstättersee, dem Zugersee und dem Lauerzersee in der Zentralschweiz. Höchster Gipfel ist mit einer Höhe von 1797 m ü. M. Rigi Kulm, ein beliebtes Ausflugsziel für Touristen. Etwas weniger hoch sind die weiteren Gipfel Rigi Hoflue, Dossen, Rigi Scheidegg und Vitznauerstock (Kanton Luzern) = Gersauerstock (Kanton Schwyz).

## Name
Im Humanismus – erstmals 1479 von Albrecht von Bonstetten – wurde der Name Rigi auf lateinisch Regina montium für «Königin der Berge» zurückgeführt, womit die Erhabenheit und Schönheit des Berges charakterisiert werden sollte. Sprachgeschichtlich ist dies jedoch nicht haltbar. Im Bergnamen steckt vielmehr das schweizerdeutsche Gattungswort Rigi, was «horizontal laufende Schichtung, Streifen, Band» bedeutet. Althochdeutsch *rigī ist eine Ableitung zu althochdeutsch rĩhan, «umgürten; fälteln, auf einen Faden ziehen».
Der Name findet sich erstmals in einer auf etwa 1350 zu datierenden Marchenbeschreibung des Hofes Küssnacht belegt, und zwar einerseits in einer Abschrift aus dem späten 15. Jahrhundert: uff an denn obresten grad rigenen und einer solchen von 1561: uf denn oberstenn grad Riginun. Gemeint ist im konkreten Fall der Berghang unterhalb des vom Kulm bis zum Rotstock reichenden Grates. Weitere frühe Belege stammen etwa von 1368: Küssnach in pede montibus Riginan «Küsnacht am Fusse der „Rigenen“-Berge» und von 1384: von des bergs, gimeinmerchs und güeter wegen an riginen ob der Egg gelegen «wegen des Berges, des Gemeinbesitzes (Allmend) und der Güter, die an den „Rigenen“ (Fels- und Grasbändern) oberhalb der Egg liegen». Namengebend sind damit «die von weitem sichtbaren, horizontal laufenden Fels- und Grasbänder, die den Gipfel in einem weiten Bogen von Westen nach Osten umgeben». Die noch im 14. Jahrhundert durchwegs und auch im 15. Jahrhundert mehrfach verwendete Mehrzahlform Rigenen – schliesslich sind zahlreiche «Bänder» sichtbar – wird erstmals in einer Urkunde von 1439 durch die Einzahl Rigi ersetzt, worin der Übergang vom Gattungswort für die vielen Gras- und Felsbänder zum Namen für den Berg und das ganze Bergmassiv deutlich wird.
Das grammatikalische Geschlecht ist schwankend. Sprachgeschichtlich ist das Wort und damit auch der Name weiblich. Dieser Gebrauch hat sich in der näheren Umgebung bis heute gehalten, sonst ist er häufig männlich. Der Name der Ortschaft Küssnacht am Rigi am Fuss des Berges belegt, dass auch das maskuline Genus seit Langem in Gebrauch ist. Dieses kann als Anlehnung an Rigiberg erklärt werden.

## Geologie
Geologisch gehört die Rigi – abgesehen von den Kalksteinzinnen der Hoflue sowie des Gersauer- bzw. Vitznauerstocks im Süden – nicht mehr zu den Alpen, sondern zur Subalpinen Molasse und damit zum Schweizer Mittelland. Das aus verschiedenen Materialien zusammengepresste, nicht sehr feste Gestein wird auch als Nagelfluh bezeichnet.
An den West- und Nordhängen der Rigi treten oft Starkregen auf. Sie führen stellenweise zu starker Bodenerosion und an flacheren Stellen zur Ablagerung oft mächtiger, mit Humus durchmischter Lockersedimente (Anschwemmung als Kolluvium).
| Name                                   | Höhe   | Kanton | ⊙                | Schartenhöhe | Bezugsscharte                      |
| -------------------------------------- | ------ | ------ | ---------------- | ------------ | ---------------------------------- |
| Kulm                                   | 1797 m | SZ     | 47.05671 8.48531 | 1288 m       | Goldau 609 m                       |
| Hoflue                                 | 1699 m | SZ     | 47.01023 8.55993 | 509 m        | Gätterlipass 1190 m                |
| Dossen                                 | 1685 m | LU/SZ  | 47.02704 8.49875 | ca. 255 m    | Hinderem Schild ca. 1430 m         |
| Scheidegg                              | 1659 m | SZ     | 47.02744 8.51957 | 114 m        | Germelebode 1545 m                 |
| Rotstock                               | 1658 m | LU/SZ  | 47.04817 8.46837 | ca. 75 m     | nordöstlich des Gipfels ca. 1583 m |
| Schild                                 | 1548 m | LU/SZ  |                  | 95 m         | nordwestlich des Gipfels 1453 m    |
| Würzestock                             | 1483 m | LU/SZ  |                  | ca. 46 m     | Unterstetten ca. 1437 m            |
| Vitznauerstock (LU) Gersauerstock (SZ) | 1452 m | LU/SZ  | 47.00441 8.50852 | 275 m        | Fälmisegg 1177 m                   |
| Hoflue/Grat                            | 1436 m | SZ     |                  | 48 m         | nordöstlich des Gipfels 1388 m     |
| Gottertli                              | 1396 m | SZ     |                  | 108 m        | Egg 1288 m                         |
| Brunniberg                             | 1253 m | SZ     |                  | 57 m         | westlich des Gipfels 1196 m        |
| Zünggelenflue                          | 1091 m | SZ     |                  | 165 m        | Ränggen 926 m                      |

Die Daten basieren auf den neuesten Schweizer Landeskarten im Massstab 1:10'000, die fortlaufend aktualisiert werden.

## Geschichte
Die Rigi war schon früh für Badekuren und Wallfahrten bekannt. Bereits 1540 wurde die heilende Wirkung der Rigi-Kaltbad-Quelle ein erstes Mal erwähnt. Ab dem 18. Jahrhundert war die Rigi dank der guten Lage am Vierwaldstättersee als Ausflugs- und Ferienziel international bekannt.
Im Jahre 1816 wurde das erste aus Holz errichtete Gästehaus auf dem Kulm gebaut. Dieser Bau wurde massgeblich von dem Zürcher Panorama-Zeichner Heinrich Keller unterstützt. In den folgenden Jahrzehnten wurden weitere Gästehäuser errichtet. 1875 wurde als bis heute grösstes, im Gipfelbereich konstruiertes Gebäude das Grand-Hotel «Schreiber» mit 300 Betten eröffnet. Dieses wurde zu Beginn der 1950er-Jahre abgebrochen und durch einen kleineren Neubau ersetzt. Besonders nach 1909 wurde die sogenannte Rigikrankheit vermehrt ein Thema, ein Brechdurchfall, ausgelöst durch Coli-Bakterien in der Trinkwasserfassung. Teilweise erkrankten bis zu 50 Prozent der Gäste. Im Jahr 2016 wurde kombiniert mit einer Aktienerhöhung ein Plan für Erneuerungen der Infrastruktur publiziert, welche bei Anwohnern Angst vor einer unangemessenen Entwicklung vom Bergerlebnis hin zu mehr Konsum weckte.

Souvenir du Rigi (ca. 1870er) mit Hotels in Rigi Scheidegg, Rigi Kaltbad, Rigi Staffel, Klösterli und Kulm
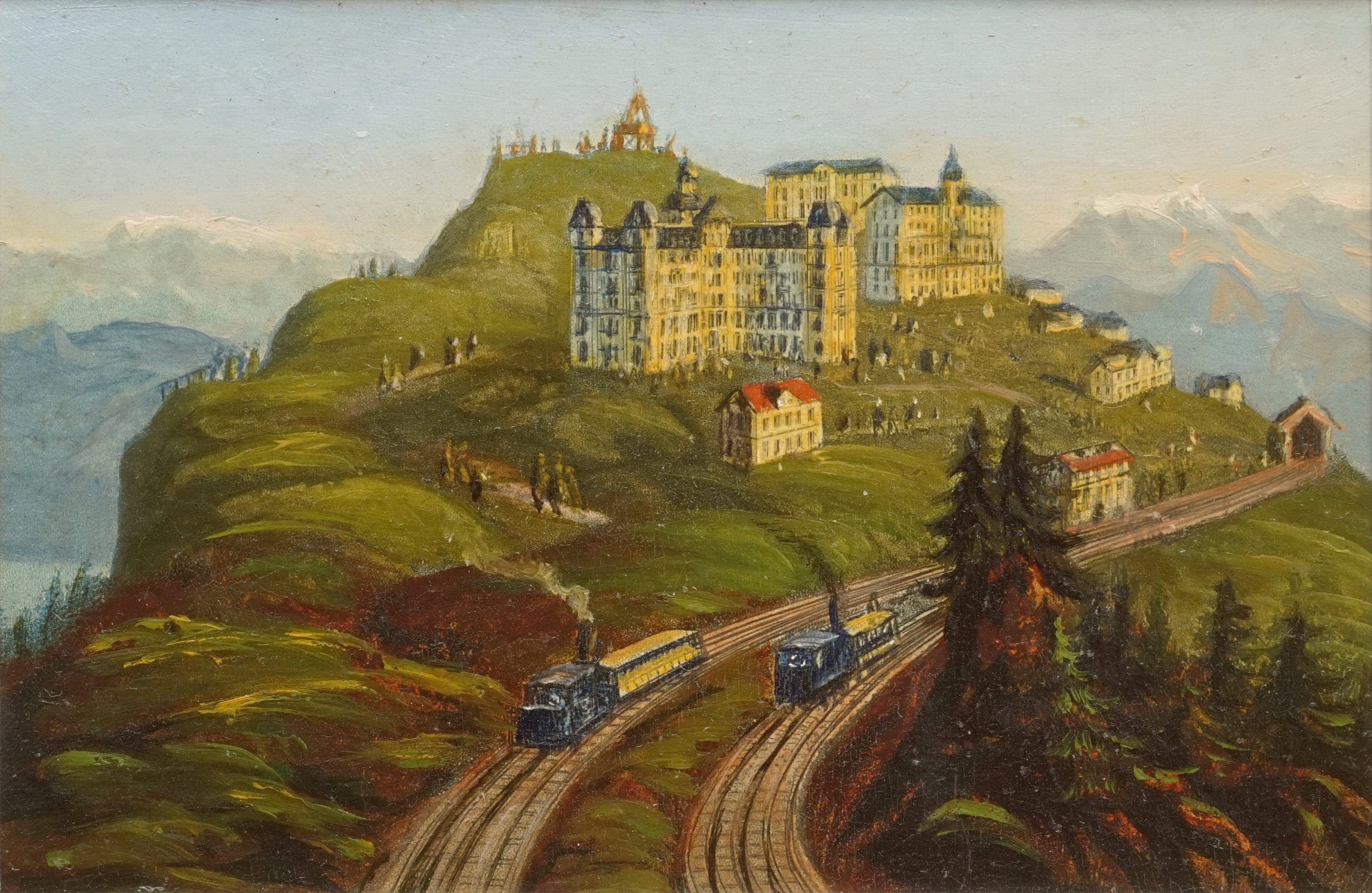
Rigi Kulm mit den beiden Zahnradbahnen und Grandhotel «Schreiber» um 1880. Ölskizze von Heinrich Müller
Rigi Kulm, historisches Luftbild von 1919, aufgenommen aus 50 Metern Höhe von Walter Mittelholzer
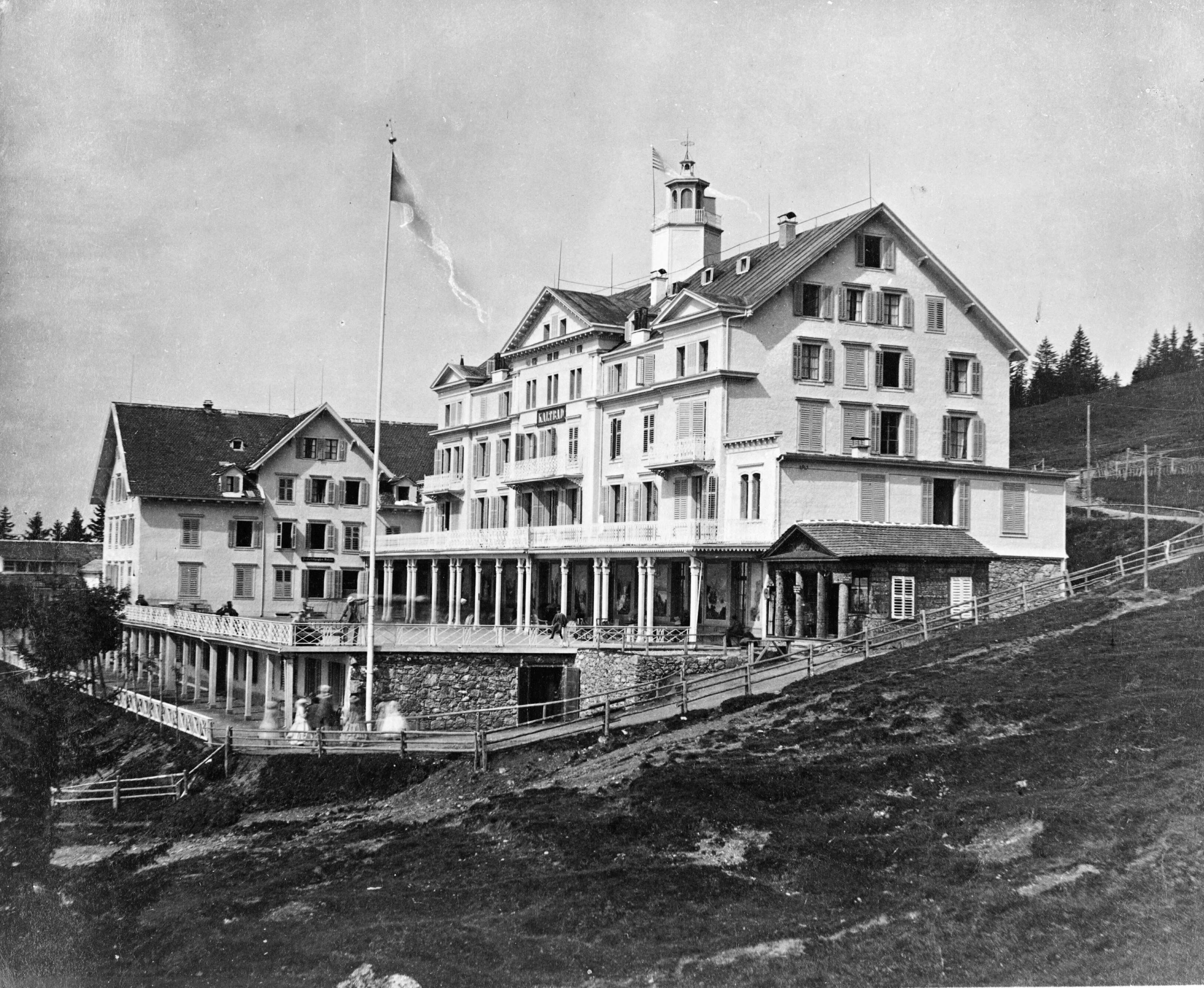
Hotel Rigi Kaltbad (Datierung unklar)
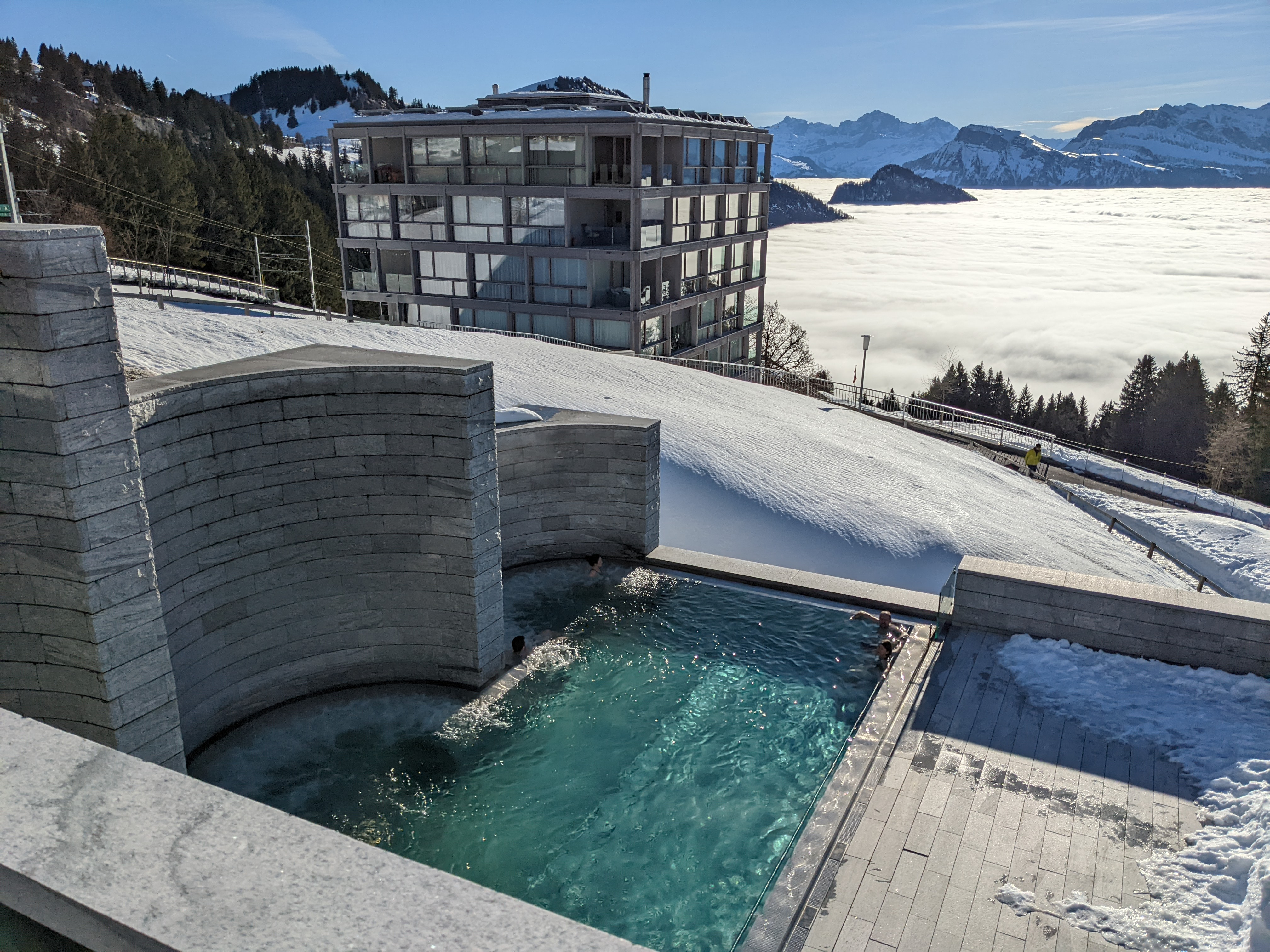
Thermalbad bei Rigi Kaltbad, 2021

## Öffentlicher Verkehr

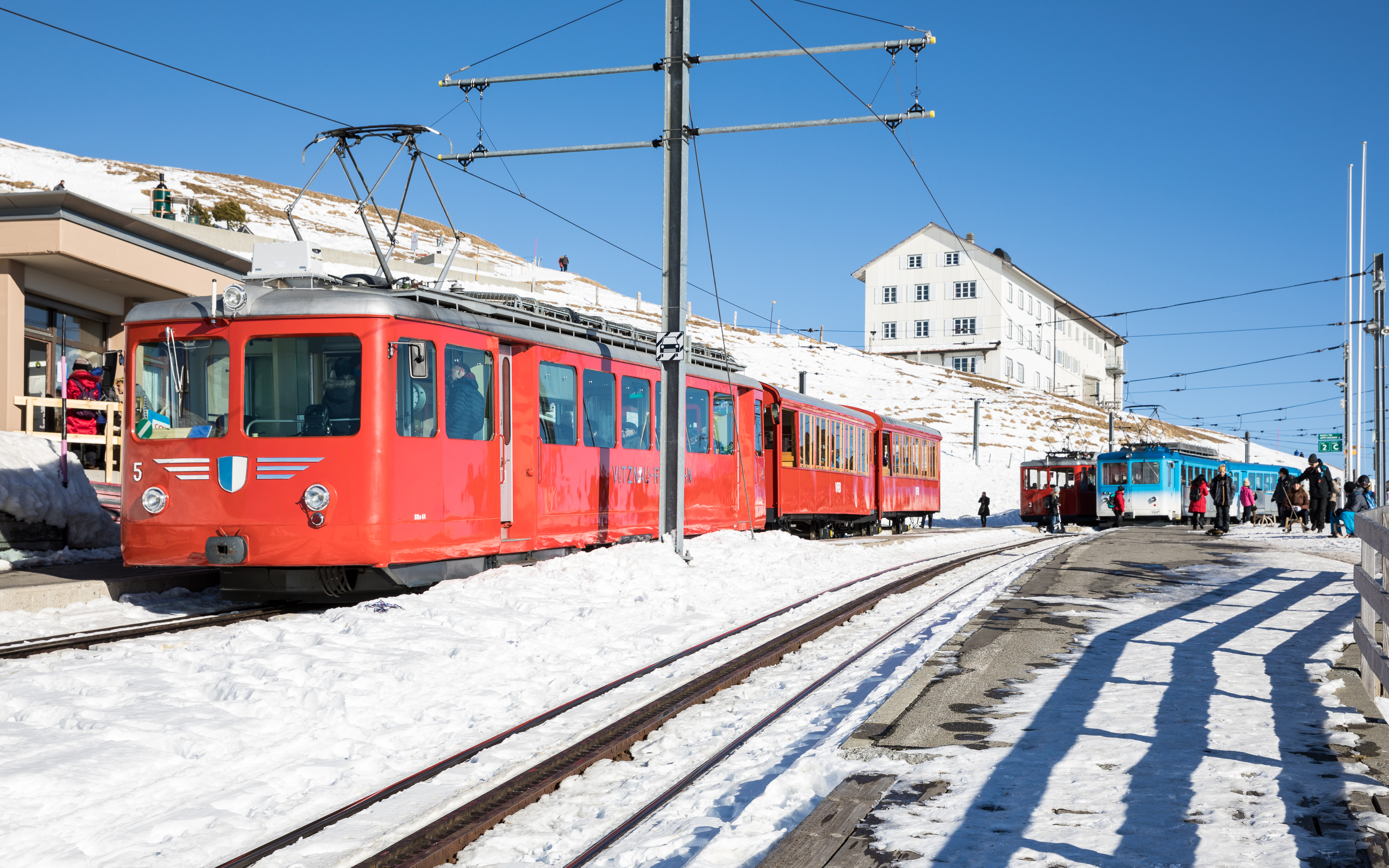
Bahnhof Rigi-Kulm mit Zügen der Vitznau-Rigi- und der Arth-Rigi-Bahn

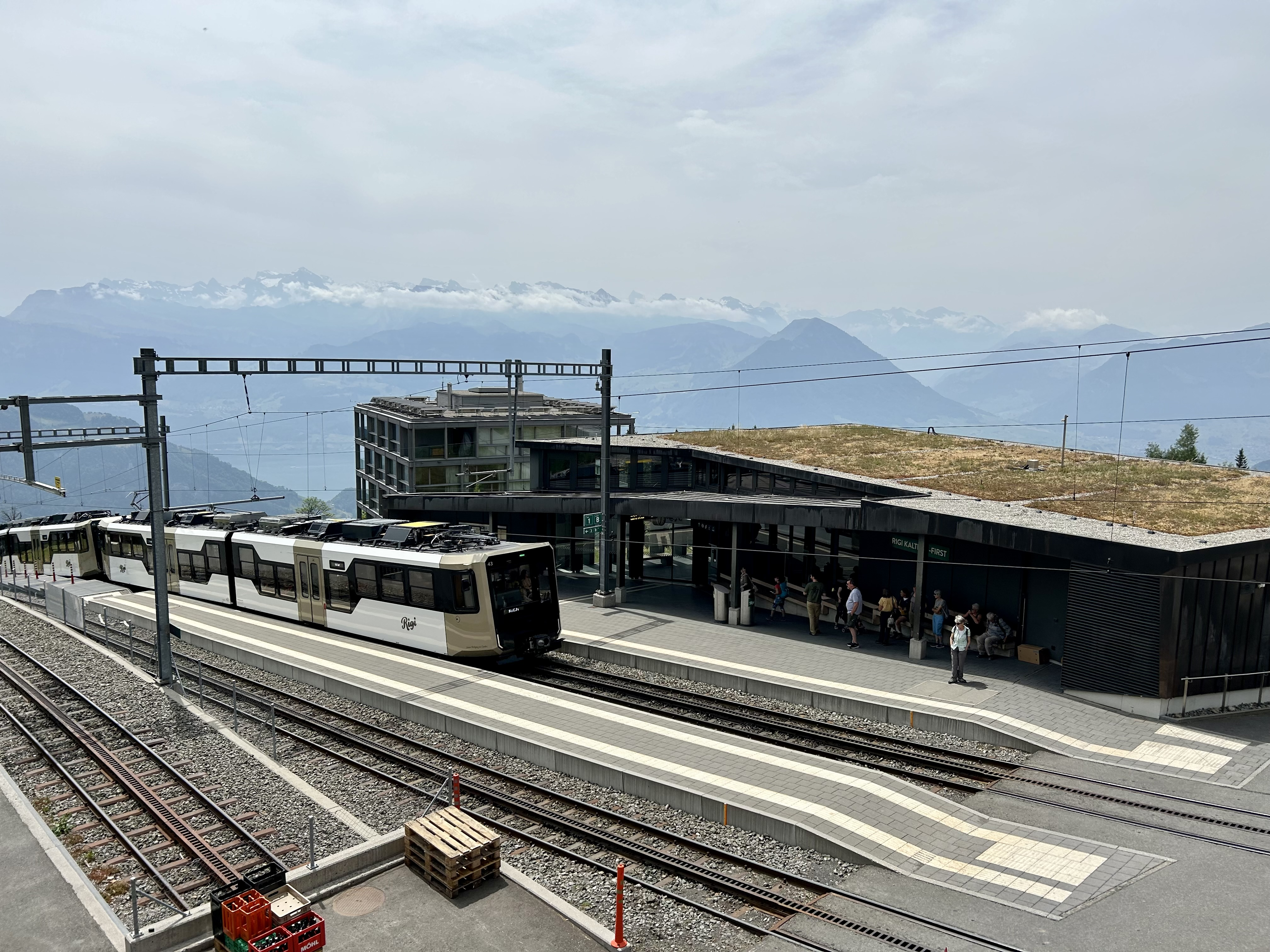
Stationsgebäude Rigi-Kaltbad

Die Rigi ist durch zwei Zahnradbahnen und mehrere Luftseilbahnen erschlossen:
- von Vitznau: Die Vitznau-Rigi-Bahn (VRB) wurde am 21. Mai 1871 als erste Bergbahn Europas in Betrieb genommen. 1873 erreichte sie den Gipfel; seit 1937 wird sie elektrisch betrieben. Die Strecke von Staffelhöhe nach Kulm musste die VRB bis zur Fusion von der ARB pachten, da sie keine Konzession für diesen im Kanton Schwyz liegenden Streckenteil besass.
- von Arth-Goldau: Die Arth-Rigi-Bahn (ARB) wurde am 4. Juni 1875 in Betrieb genommen. 1907 wurde diese Bahn als erste normalspurige Zahnradbahn der Welt auf elektrischen Antrieb umgerüstet. Die ursprüngliche Talstrecke von Arth am See nach Goldau besteht nicht mehr, die Bahn beginnt heute am Bahnhof Arth-Goldau.

Luftseilbahnen:
- von Goldau: Luftseilbahn Kräbel–Rigi Scheidegg (1659 m)
- von Gersau-Obergschwend: Luftseilbahn Obergschwend–Rigi Burggeist (1561 m; unterhalb Rigi Scheidegg)[13]
- von Weggis: Luftseilbahn Weggis–Rigi Kaltbad (1423 m)
- von Brunnen: Luftseilbahn Brunnen–Urmiberg (1135 m)[14]
- von Vitznau:
  - Luftseilbahn Vitznau–Hinterbergen (1100 m)[15]
  - Luftseilbahn Vitznau–Wissifluh (950 m)[16]
- von Küssnacht am Rigi: Luftseilbahn Küssnacht–Seebodenalp (1020 m)[17]

Zwischen Rigi Kaltbad und Rigi Scheidegg wurde 1874 bis 1875 die schmalspurige Rigi-Kaltbad-Scheidegg-Bahn gebaut. Sie schrieb nur in wenigen Jahren schwarze Zahlen und unterbrach den Betrieb mehrfach. 1931 wurde der Betrieb ganz eingestellt, das Rollmaterial verkauft, die Strecke 1942 abgebrochen. Auf dem Trassee dieser Bahn führt heute ein auch im Winter gern genutzter Wanderweg über Brücken und durch einen Tunnel.
1859 schlug Friedrich Albrecht eine Schienen-Bahn auf die Rigi vor, deren Gondeln durch Gasballone angetrieben auf den Berg fahren sollten.
Die Seilbahn Rigiblick fährt in Zürich.

## Tourismus

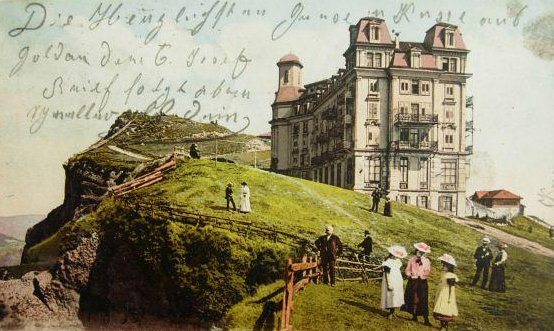
Postkarte von der Rigi, 1906

Es bietet sich ein Panorama über den Vierwaldstättersee und die nahen Alpen sowie nach Norden ins Mittelland. Der Berg bietet verschiedene Freizeitaktivitäten wie Wandern, Schlitteln, Skifahren, Langlaufen, Gleitschirmfliegen, Kutschenfahrten und Nostalgiefahrten mit einer Dampflokomotive aus der vorletzten Jahrhundertwende.
Daneben gibt es ein dichtes Wanderwegnetz, dessen wichtigste Verbindungen auch im Winter nutzbar sind. Längere Wandermöglichkeiten mit mehr Höhenmetern bieten der Rundweg Kaltbad–First–Klösterli–Trib–Kulm–Staffel–Känzeli–Kaltbad oder der Höhenweg von Rigi Scheidegg nach Rigi Kulm. Die Wanderroute Rigi Scheidegg-Weg führt von Gersau auf die Scheidegg.

## Orte

### Rigi Kulm

Panorama 360°

Rigi Kulm auf 1797 m ü. M. ist der Hauptgipfel der Rigi, Bergstation der Zahnradbahnen und Standort einer Sendeanlage. Auf 6 m Höhe des 96 Meter hohen Turms befindet sich eine Aussichtsplattform.

### Rigi Kaltbad
Die zur Gemeinde Weggis LU gehörende, auf 1400 m ü. M. liegende Siedlung Rigi Kaltbad  ist das Zentrum der Aktivitäten (Station der VRB, Hotelanlagen, Post, Dorfladen, Ferienwohnungen, St.-Michaels-Kapelle.) Der Ort ist autofrei und ebenfalls seit langem als «das kalte Bad» bekannt. Ein beliebter, fast ebener Wanderweg führt zum bekannten Aussichtspunkt Känzeli  mit Blick auf Pilatus, Luzern und den Vierwaldstättersee.

### Rigi Klösterli
In Rigi Klösterli  auf 1320 m ü. M. befindet sich die Kapelle Maria zum Schnee. Eine Station der Arth-Rigi-Bahn erschliesst den Ort.

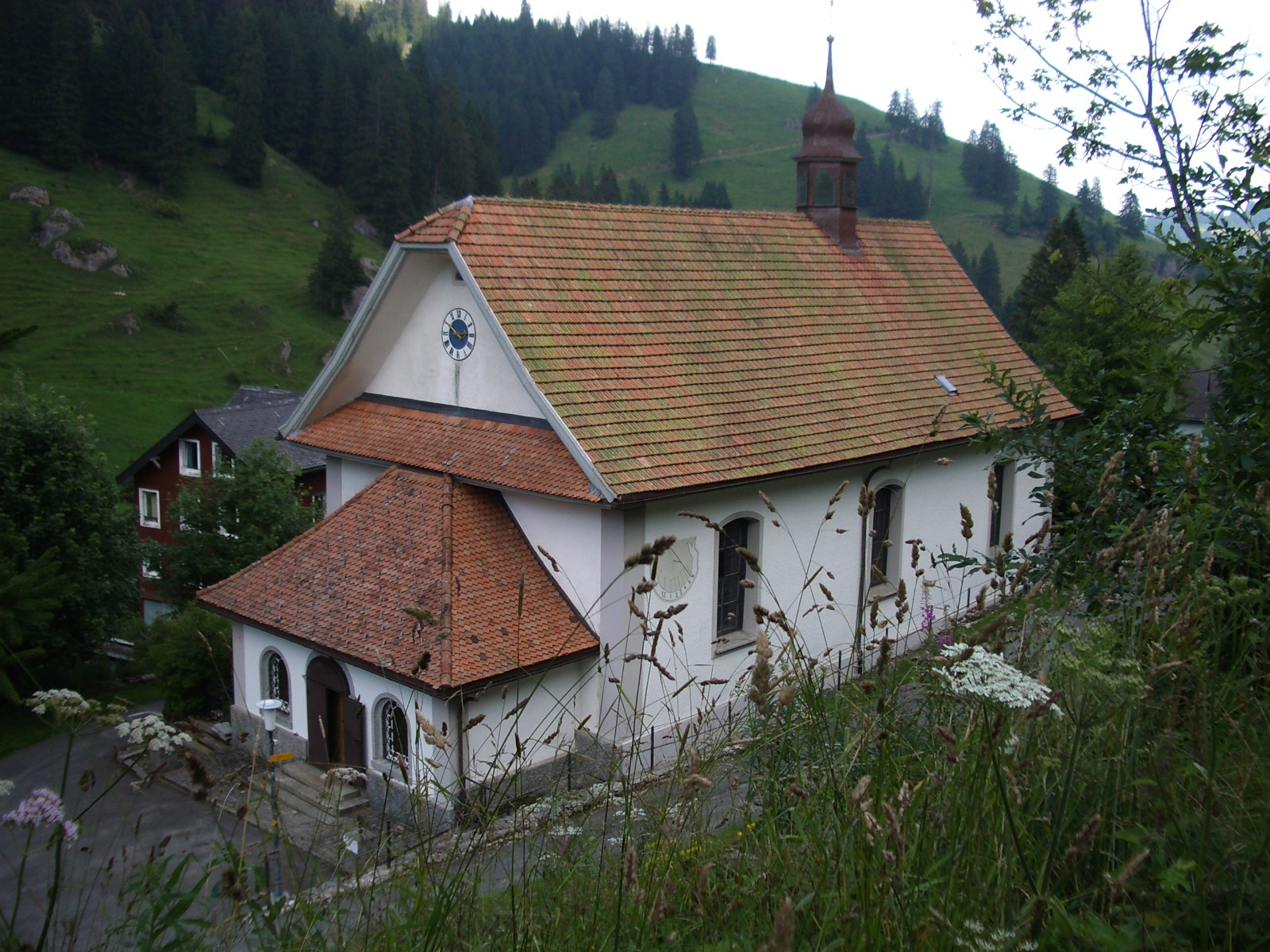
Kapelle «Maria zum Schnee» im Sommer
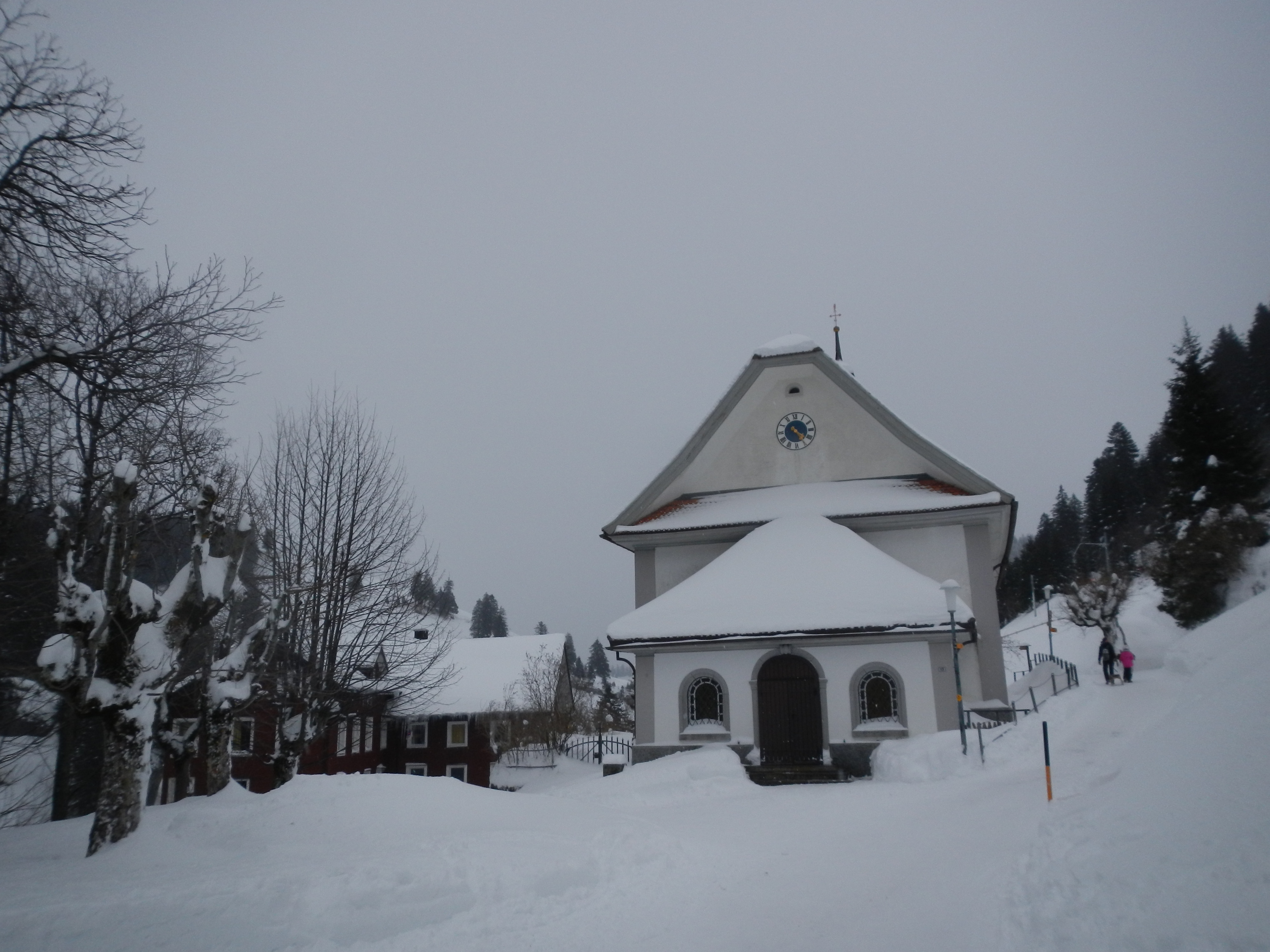
Kapelle «Maria zum Schnee» im Winter
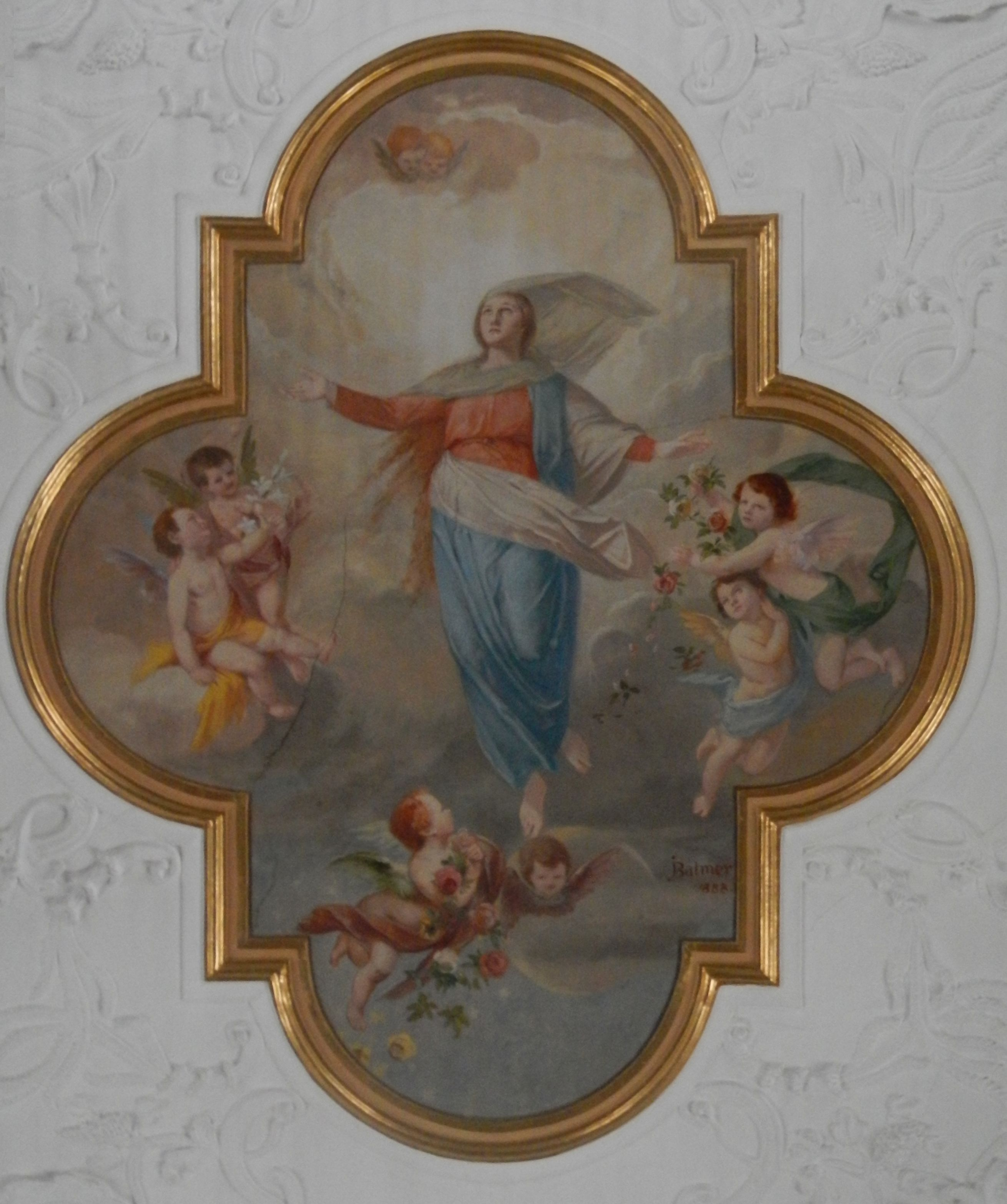
Deckenmalerei
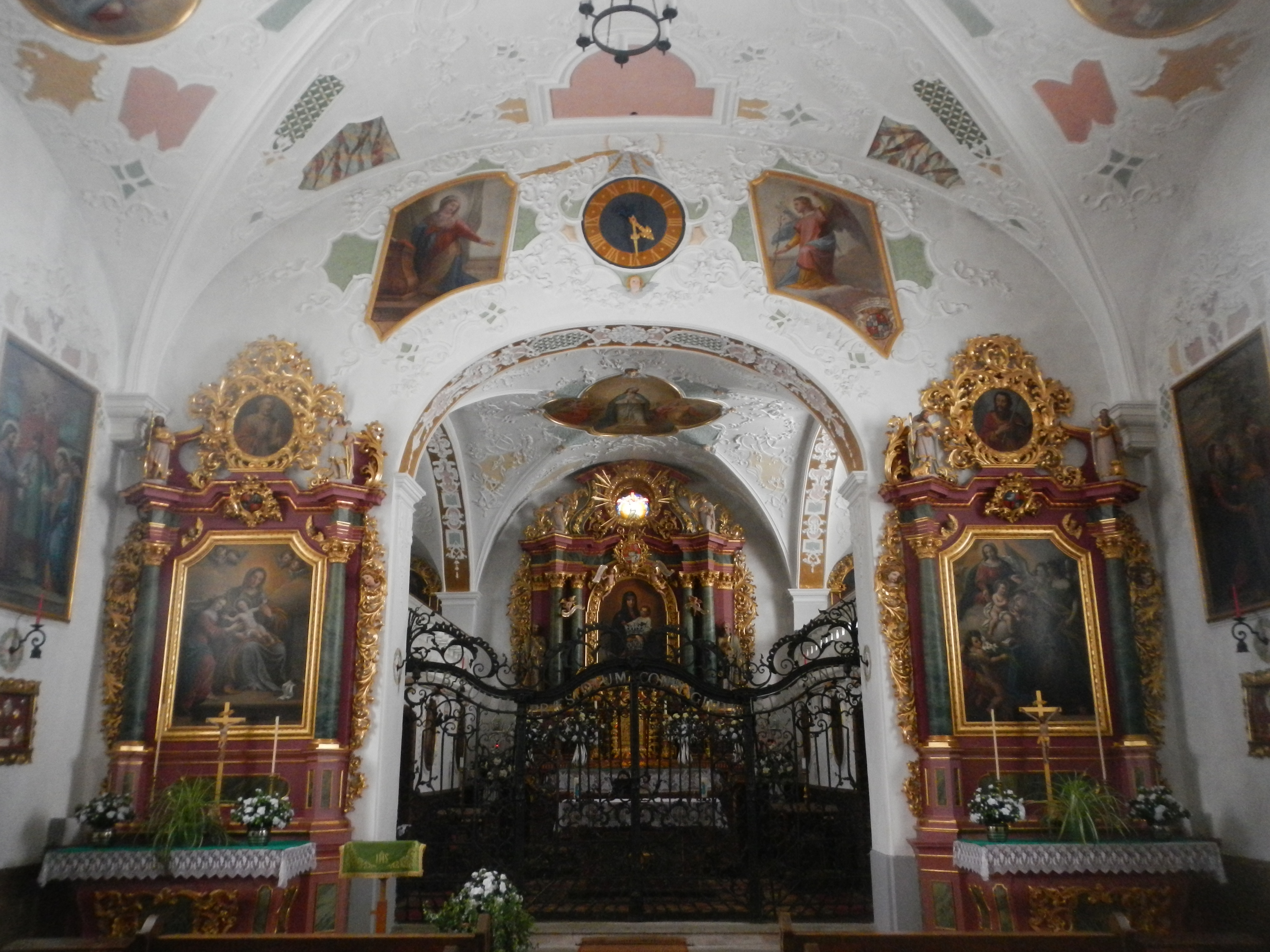
Chor
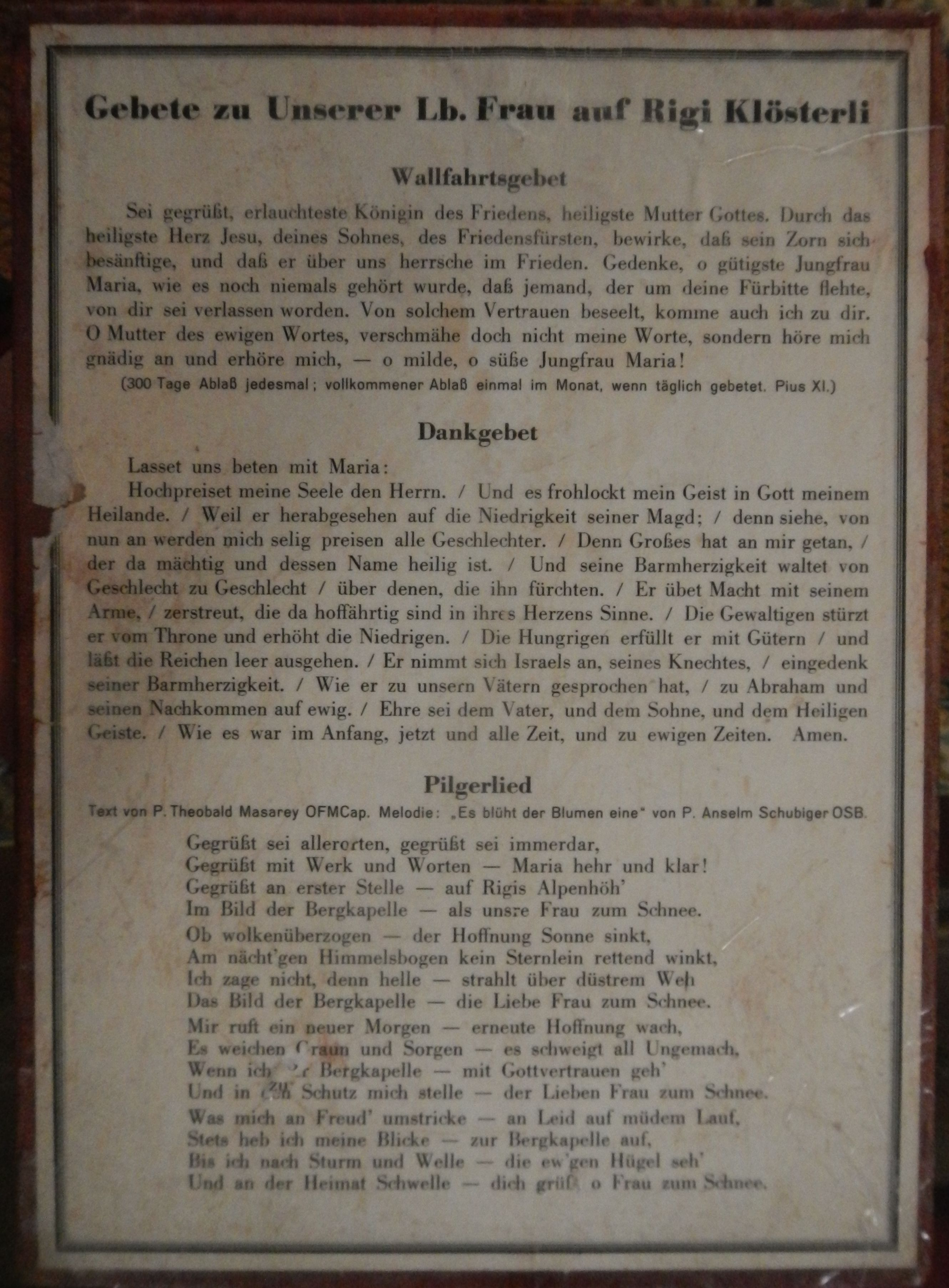
Gebetstafel (Vorderseite)

### Seebodenalp
Die Seebodenalp ist eine westwärts vorgelagerte Terrasse der Rigi auf 1030 m ü. M. im Kanton Schwyz in der Schweiz.

## Rezeption in Literatur und Kunst

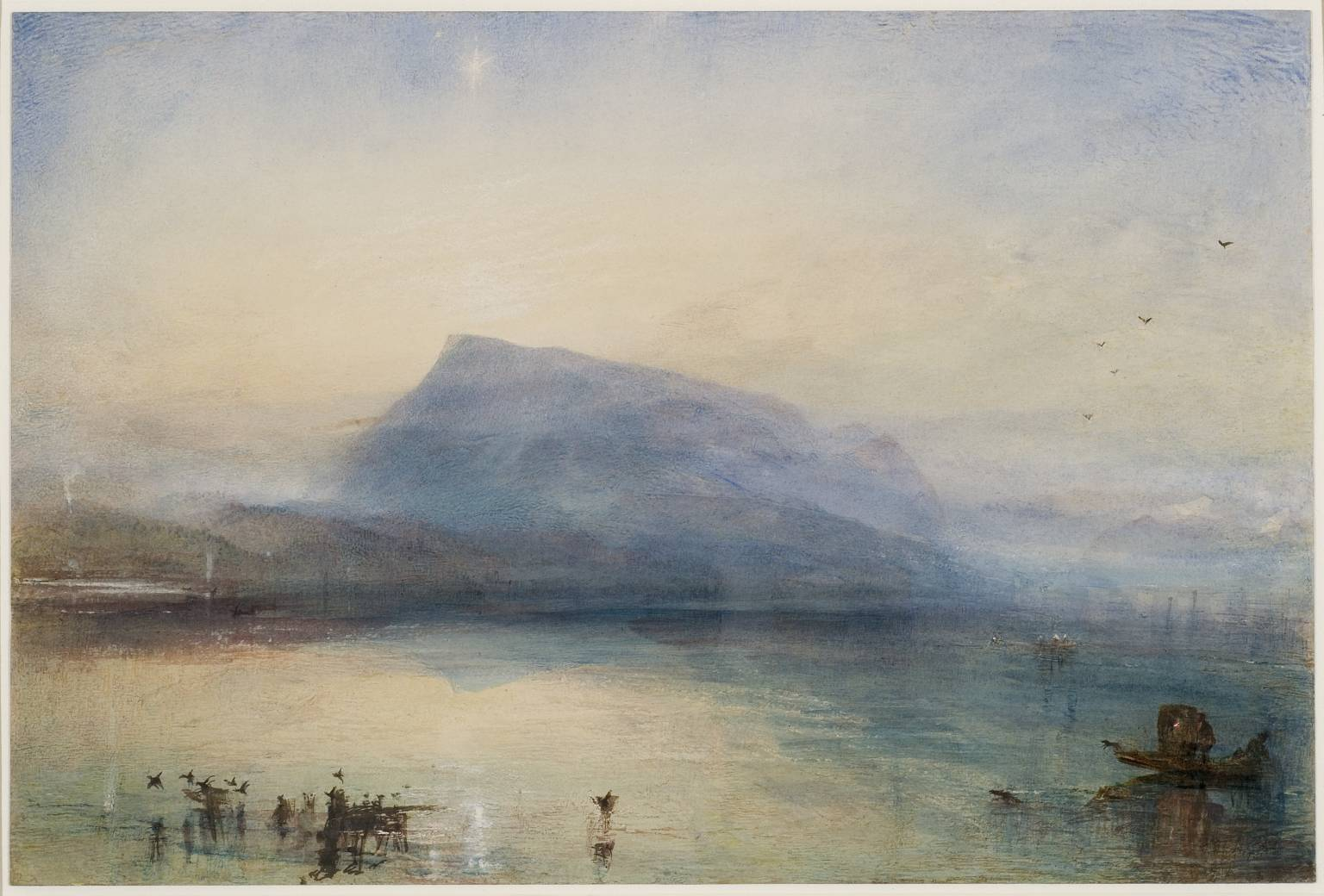
William Turner: The Blue Rigi, Sunrise, 1842. Tate Britain, London

Das komplette Panorama der Rigi wurde (erstmals?) von Samuel Birmann 1814/1815 gezeichnet.
Die Ansicht der Rigi über den Vierwaldstättersee hielt William Turner 1842 in drei Aquarellen fest, von denen namentlich eines weltberühmt wurde: The Blue Rigi, Sunrise.
Literarisch ist die Rigi insbesondere durch Mark Twain bekannt, der in seinen Reiseerzählungen Bummel durch Europa (Original: A Tramp Abroad, 1880) seine Erlebnisse bei der Besteigung des Berges beschreibt. Johann Wolfgang von Goethe besuchte 1775 die Rigi. Jenny von Droste-Hülshoff und Joseph von Laßberg verlobten sich 1831 auf der Rigi. Tolstoi bezeichnet in seinem Werk Aus dem Tagebuch des Fürsten Nechljudow: Luzern (1857) den Ausblick von dort oben als einen der schönsten der Welt. Alphonse Daudet lässt sein Buch Tartarin sur les Alpes (1885) auf Rigi-Kulm beginnen.
Das «Rigilied» Vo Luzärn uf Wäggis zue des Komponisten Johann Lüthi aus dem Jahre 1832 ist ein bekanntes Schweizer Volkslied.

Heinrich Füssli: Der Felsen-weg gegen Wäggis auf dem Rigi, undatiert, vor 1830[25]
Johann Heinrich Bleuler d. J.: Rigi Staffel, 1839[26]
Jakob Samuel Weibel: Chapelle de N. D. de Neiges sur le Righi, undatiert, vor 1847
David Alois Schmid: Lauerzersee mit der Insel Schwanau gegen den Rigi, vor 1861
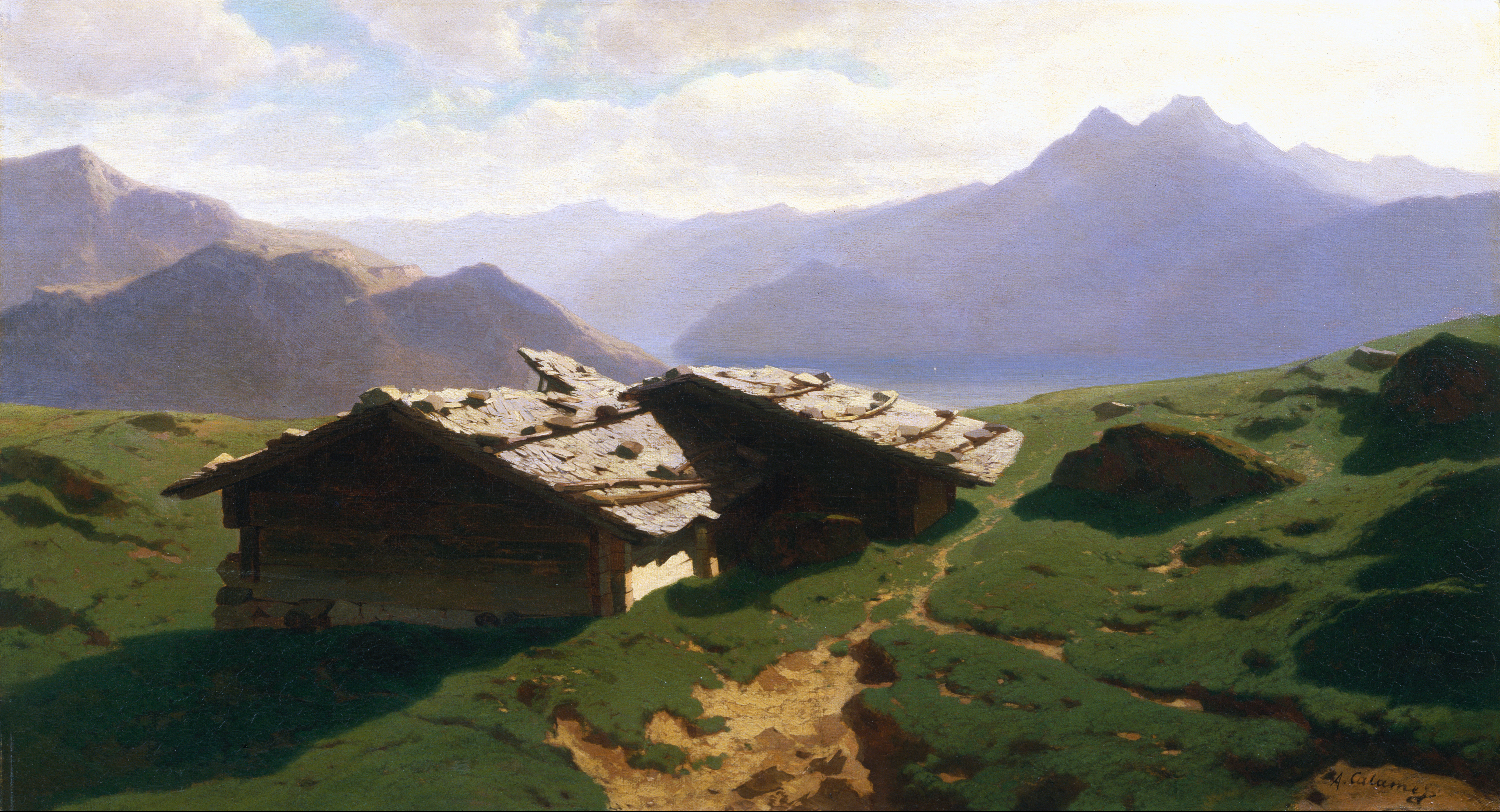
Alexandre Calame: Chalets à Rigi, 1861. National Gallery, London

## Persönlichkeiten
- Josef Dahinden (* 1898 in Rigi-Kaltbad; † 1993), Schweizer Skilehrer, Schriftsteller und Filmemacher
- Josef Müller (* 1820 in Gersau; † 1897), Schweizer Hotelier (Rigi Scheidegg und Gersau), Politiker
- Xaver von Segesser (* 1814 in Luzern; † 1874 ebenda), Schweizer Architekt und Hotelier (Hotel Rigi Kaltbad, 1840–1874)

## Bilder

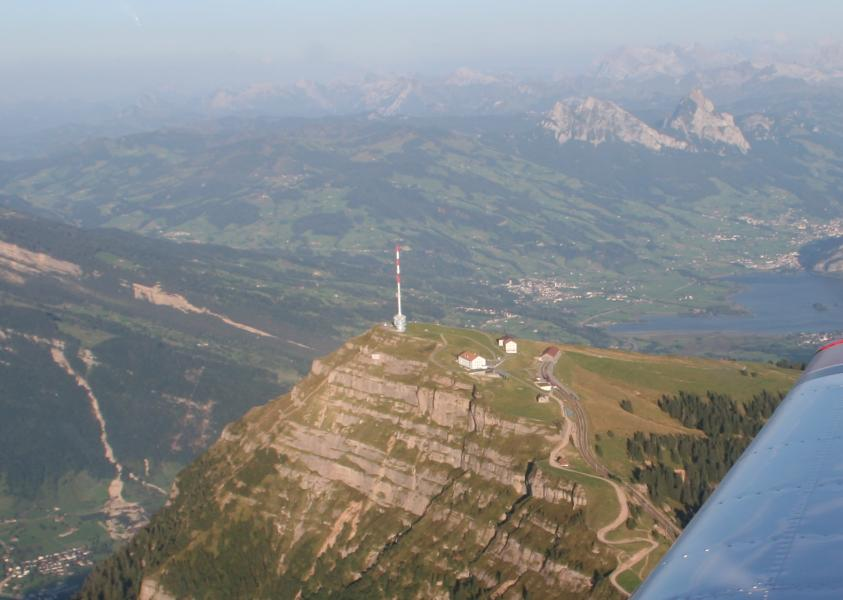
Luftaufnahme Rigi Kulm, Blickrichtung OSO
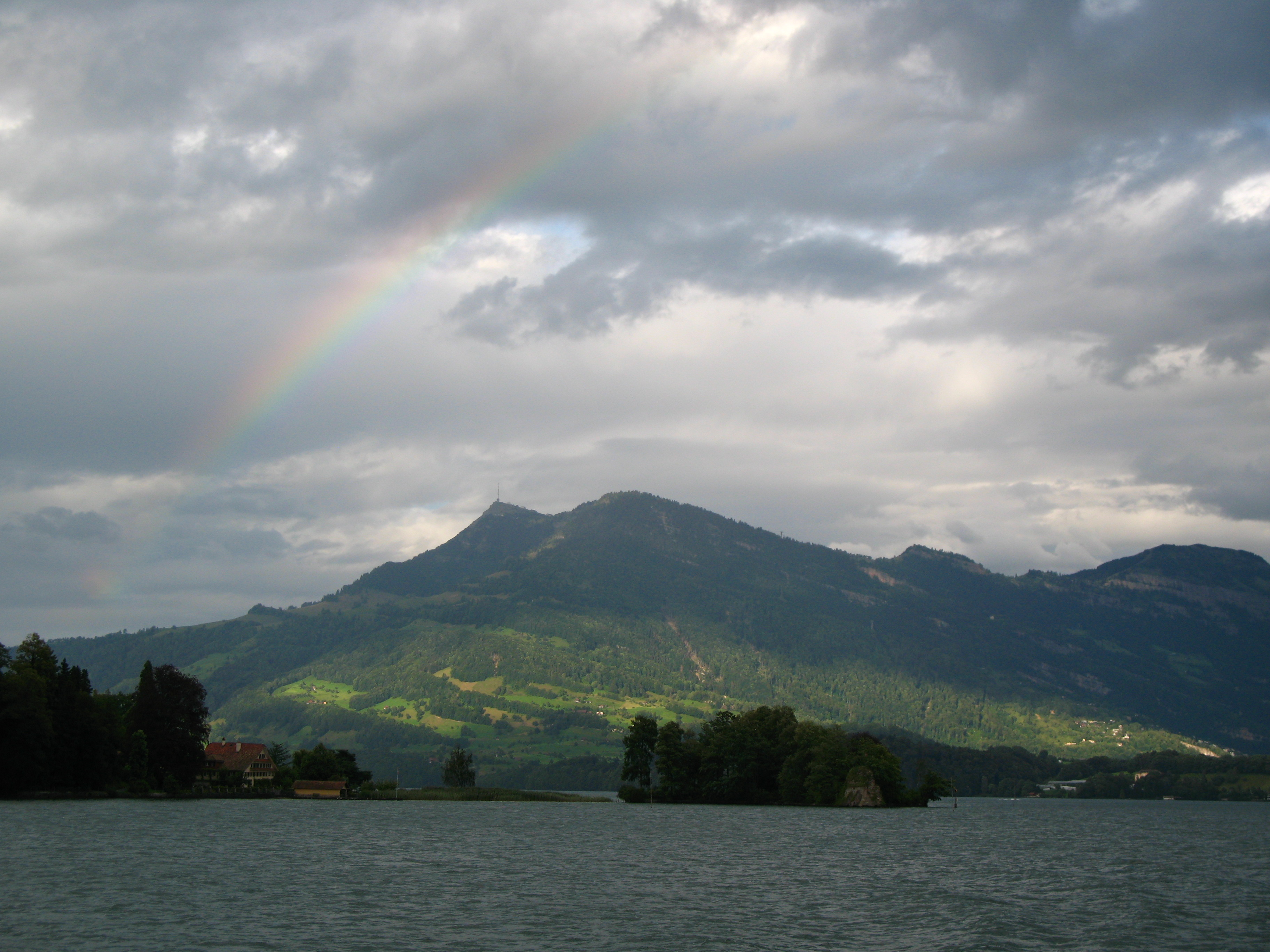
Ansicht von Meggen
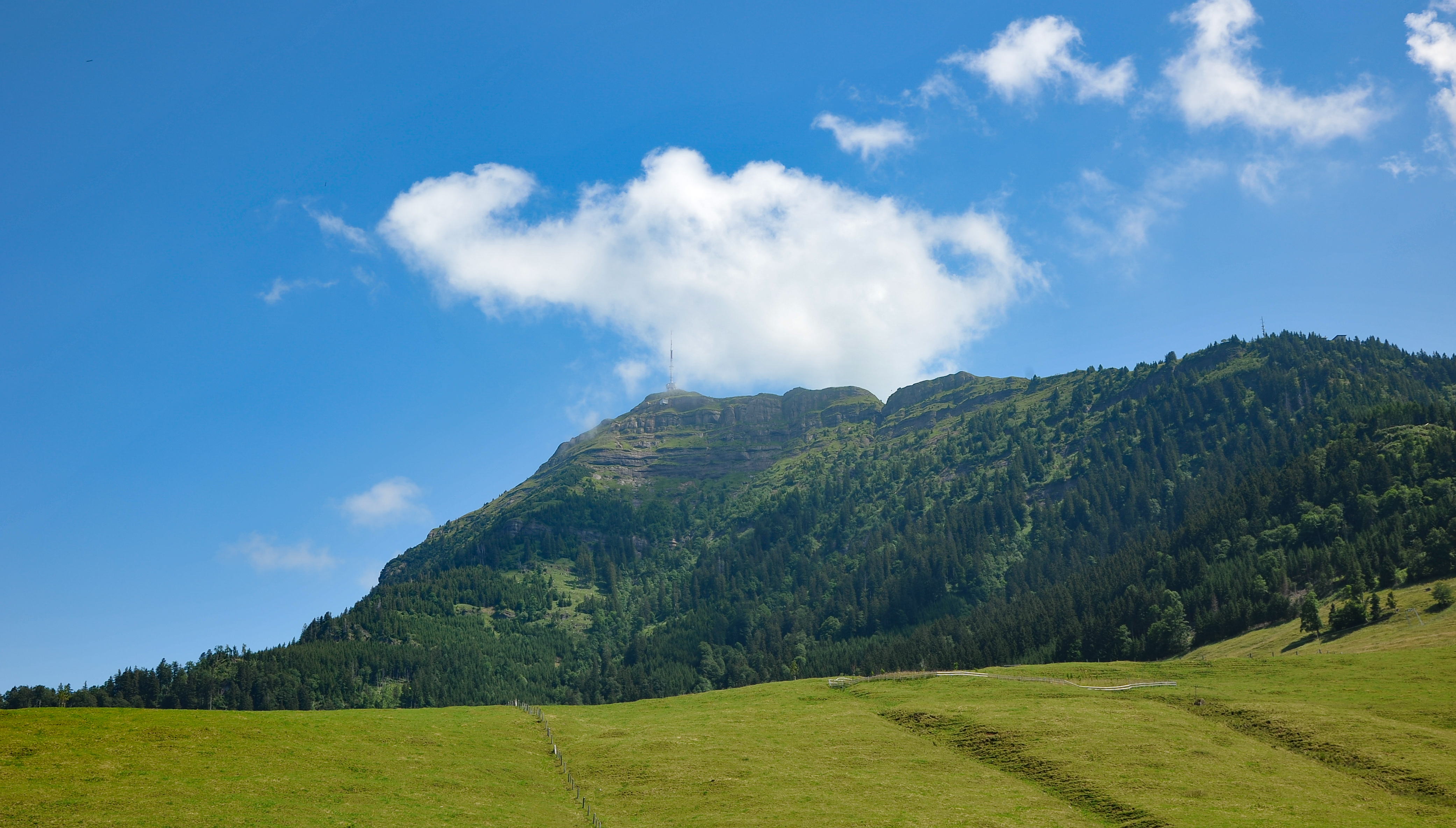
Von der Seebodenalp
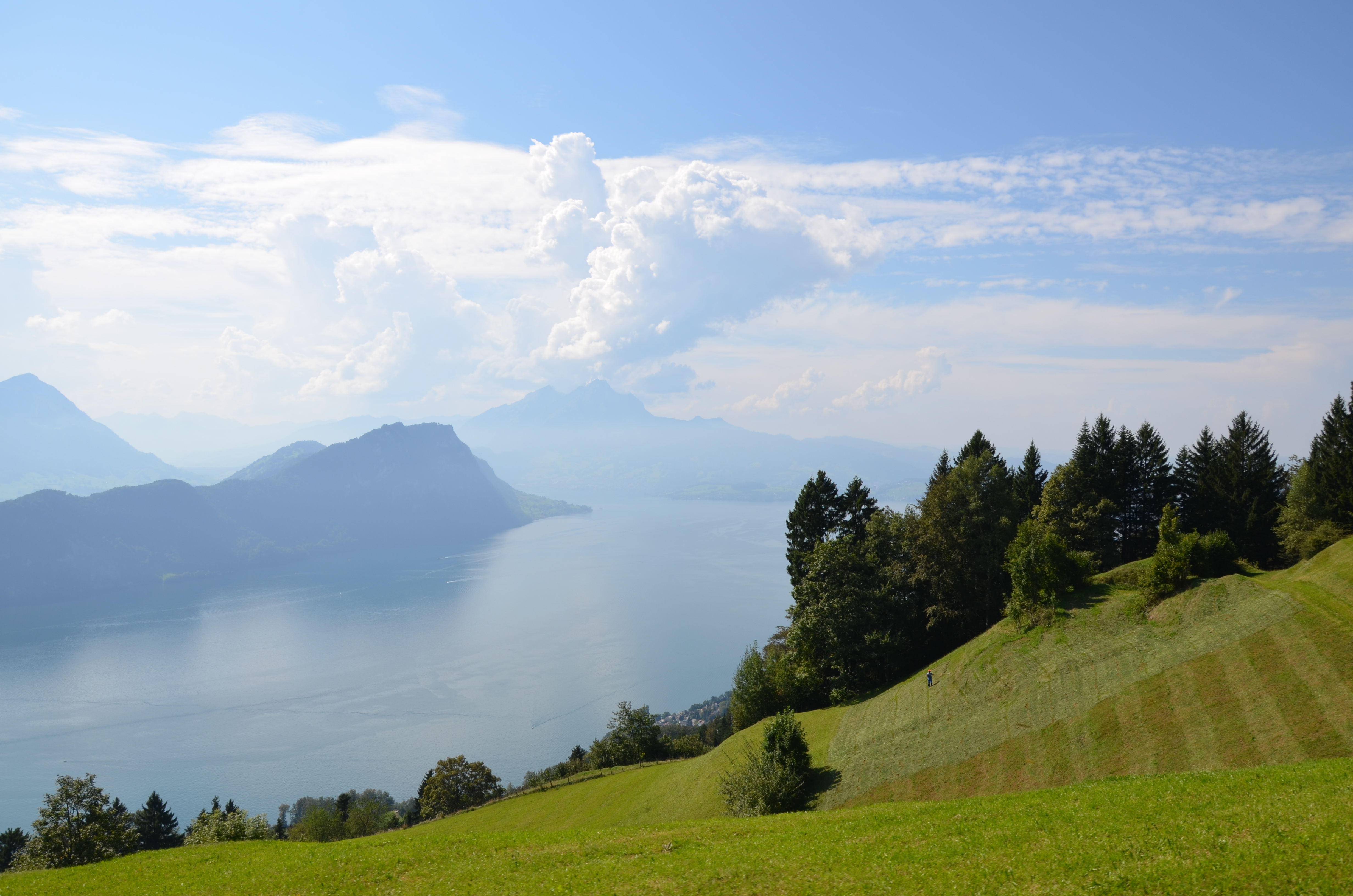
Blick von der Rigi, Höhe Freibergen über den Vierwaldstättersee. Im Hintergrund der Pilatus
Hoflue

## Film
- Mein erster Berg – ein Rigi Film von Erich Langjahr aus dem Jahre 2012.